# Anto Okamura
Anto Okamura (japanisch 岡村 晏登 Okamura Anto; * 31. Juli 1997 in der Präfektur Chiba) ist ein japanischer Fußballspieler.

## Karriere
Anto Okamura erlernte das Fußballspielen in den Jugendmannschaften vom Chiharadai SC und JEF United Ichihara Chiba sowie in der Schulmannschaft der Yachiyo High School. Seinen ersten Vertrag unterschrieb er am 1. Oktober 2016 beim Ichikawa SC. Hier stand er bis Juli 2018 unter Vertrag. Im August 2018 ging er nach Thailand. Hier schloss er sich dem Chamchuri United FC an. Der Verein aus der Hauptstadt Bangkok spielte in der dritten Liga. Chamchuri spielte in der Lower Region der Liga. Im September 2020 ging er nach Europa. Hier spielte er in Malta bis Ende Juni 2021 für den Xagħra United FC und dem Swieqi United FC. Von Juli 2021 bis Januar 2022 war er vertrags- und vereinslos. Athletic 220 FC, ein Erstligist aus der Mongolei, nahm ihn am 1. Februar 2022 unter Vertrag. Im Juli 2022 zog es ihn nach Thailand, wo er einen Vertrag beim Zweitligisten Rayong FC unterschrieb. Sein Zweitligadebüt für den Verein aus Rayong gab er am 13. August 2022 (1. Spieltag) im Heimspiel gegen den Trat FC. Hier wurde er in der 81. Minute für Jakrayut Vivatvanit eingewechselt. Das Spiel endete 1:1. Für Rayong bestritt er sieben Zweitligaspiele. Nach der Hinrunde wurde sein Vertrag im Dezember 2022 aufgelöst. Anschließend folgten 2023 der neuseeländische Verein North Wellington AFC sowie Resources Capital FC in der Hong Kong Premier League. Das erste Halbjahr 2024 verbrachte Okamura dann beim kambodschanischen Erstligisten Kirivong Sok Sen Chey und ist seitdem erneut vereinslos.